# Kuślin (gromada)
Kuślin – dawna gromada, czyli najmniejsza jednostka podziału terytorialnego Polskiej Rzeczypospolitej Ludowej w latach 1954–1972.
Gromady, z gromadzkimi radami narodowymi (GRN) jako organami władzy najniższego stopnia na wsi, funkcjonowały od reformy reorganizującej administrację wiejską przeprowadzonej jesienią 1954 do momentu ich zniesienia z dniem 1 stycznia 1973, tym samym wypierając organizację gminną w latach 1954–1972.
Gromadę Kuślin z siedzibą GRN w Kuślinie utworzono – jako jedną z 8759 gromad na obszarze Polski – w powiecie nowotomyskim w woj. poznańskim, na mocy uchwały nr 30/54 WRN w Poznaniu z dnia 5 października 1954. W skład jednostki weszły obszary dotychczasowych gromad Dąbrowa Nowa, Kuślin, Michorzewko i Michorzewo ze zniesionej gminy Kuślin w tymże powiecie. Dla gromady ustalono 16 członków gromadzkiej rady narodowej.
1 stycznia 1960 do gromady Kuślin włączono obszary zniesionych gromad Głuponie i Śliwno w tymże powiecie.
4 lipca 1968 do gromady Kuślin włączono miejscowość Wąsowo ze zniesionej gromady Wąsowo w tymże powiecie.
31 grudnia 1971 do gromady Kuślin włączono miejscowość Dąbrowa ze zniesionej gromady Bukowiec w tymże powiecie.
Gromada przetrwała do końca 1972 roku, czyli do kolejnej reformy gminnej. 1 stycznia 1973 w powiecie nowotomyskim reaktywowano gminę Kuślin.